# Paul Frantz (football)
Pour les articles homonymes, voir Paul Frantz.
Paul Frantz, né le 10 mars 1927 à Wittisheim (Bas-Rhin) et mort le 1er octobre 2016 à Strasbourg, est un entraîneur français de football.

## Biographie
Paul Frantz commence sa carrière d'entraîneur à Mutzig en 1961-1962. Il rejoint le RC Strasbourg en 1964 et remporte la Coupe de France de football 1965-1966. Après cette victoire, il dirige le club du Karlsruher SC puis à nouveau le RC Strasbourg de 1968 à 1971 et de 1975 à 1977. Dans l'intervalle il est au FC Mulhouse en 1974-1975.
Au RC Strasbourg, il occupe également la fonction de directeur sportif en 1971-1972, puis celle de coordinateur sportif en 1975-1976.